# Dimensión Costeña
Dimensión Costeña es un grupo que fue fundado en 1978, hace ya más de 45 años. Durante todo este período el Grupo ha producido y grabado varios discos, que han impactado nacional e internacionalmente como: Dale su Rondón, Sabroso Palo de Mayo, Bluefields Expreses, Melancolías n.º 1 y 2, Coast People Happynes, Tululu, De que Suda Suda, Fiebre Costeña, A Ritmo de Palo de Mayo, Colé  Colé, Lo nuevo de Dimensión, Banana, Dame  Cevichito, Sabroso Palo de Mayo El Río San Juan es Nica, A Punta de Palo, El Calipso del Burro, Melancolía 3 y 4, El Gancho, entre otros, produciendo música en idioma español y en inglés criollo. 
Nos sentimos muy orgullosos y honrados de representar a nuestro país en diferentes festivales internacionales y nacionales.
Muestra de la trascendencia, perseverancia, esfuerzo y sacrifico por mantener intacto nuestra cultura y nuestra línea musical, hemos sido galardonados entre otros con  dos premios internacionales, uno por El BID BUSINESS INIATIVE DIRECTIONS Organismo español, que en su 1V convención Internacional a la calidad Ginebra 2002 otorga a Dimensión Costeña El Galardón “Century Internacional Quality Era Award “en la categoría Oro”, entregado el 1 de julio de 2002. 
Mercadotecnia Interamericana Organismo Mejicano, distingue a Dimensión Costeña  con el ”Galardón Mundial al Prestigio 2002”, a entregado el 17 de agosto de 2002.

## Historia
Dimensión Costeña: ha grabado discos a nivel internacional en: Miami, Holanda, Guatemala, Bélgica y otros países. Nacionalmente en numerosos y prestigiosos estudios nicaragüenses.
Nacionalmente se le ha otorgado a Dimensión Costeña innumerables premios por su aporte a la cultura nicaragüense, podemos mencionar algunos: El Instituto de Cultura, El gobierno de Nic. Programas radiales y televisivos, galardones a la excelencia por promotoras de eventos y organismos de ayudas humanitaria como Los Pipitos, Cruz Roja, entre otros.
DIMENSION COSTEÑA sigue siendo el grupo de mayor representatividad popular autóctona y tradicional de nuestro país, y ha logrado trascender nuestras fronteras con la música de nuestro Folklore Autóctono y tradicional, es el grupo más destacado y popular de Nicaragua.
El grupo musical Dimensión Costeña, es un grupo Nicaragüense, nacido en la ciudad de Blueffields Nicaragua; un pequeño puerto situado en el Sur de la Costa Atlántica de Nicaragua, un pueblo lleno de Cultura y de muchas tradiciones; básicamente vive de la pesca.
El idioma oficial de Nicaragua es el español, pero en Blueffields, predomina el inglés,  ya que históricamente se conoce que la Costa Atlántica de Nicaragua, fue colonizada por los Ingleses, precisamente Bluefields fue parte de esa colonización en ese entonces. Razón por la cual, la mayor parte de la música de Dimensión Costeña es en el idioma inglés (creole).
Con la llegada de los ingleses a la Costa Atlántica, trajeron consigo sus culturas y tradiciones, e inclusive a sus esclavos, éstos originarios de África, consecuencia de esto es que la raza negra proliferó a lo largo de la Costa Atlántica de Nicaragua. Cabe mencionar que los esclavos africanos, obviamente trajeron consigo sus costumbres y tradiciones. 
La aristocracia inglesa celebraba lo que ellos llaman “Ribbon Pole “(Palo con Cintas): Es un palo de unos cinco metros, con cintas individuales (en dependencia a la cantidad de bailarines), bien coloridas con una de sus puntas bien ajustados en lo alto de dicho palo y la otra punta de cada cinta terminaba en las manos de un bailarín asignado a cada cinta, iniciándose así el tradicional baile de los Ingleses (baile del palo trenzado o Palo de Cintas). Los bailarines muy elegantemente vestidos danzaban alrededor del palo con las cintas en sus manos y eran acompañados por diferentes tipos de géneros musicales tradicionales ingleses, ejecutados por los músicos de ese entonces, tales como: El Polka, Shateeze, Vals, etc.  El objetivo principal de esta danza era trenzar con las cintas dicho palo y luego destrenzarlo. Los bailarines debían ser muy diestros para evitar que las cintas no terminasen enredados.
Todas estas manifestaciones culturales inglesas, eran para festejar  la venida de las primeras lluvias del año y con el optimismo de que las del año en curso fueran mejores que las de años anteriores.
Como los esclavos africanos por sus condiciones de esclavos y pobre economía, no podían hacer estas manifestaciones lujosas, entonces optaron por celebrar las festividades de las primeras lluvias y cosechas adaptadas a sus propias tradiciones africanas, escogiendo un árbol que florece durante el mes de mayo y lo adornaban con algunas cintas coloridas de papel y todo tipo de frutas y danzaban al ritmo de sus propios cantos africanos, alrededor del árbol  y le llamaron a esta celebración “May Pole” es decir  “Palo de Mayo”. No era necesario asignar bailarines, cualquiera podía participar del baile alrededor del árbol adornado. Esta celebración se llevaba a cabo en cualquier lugar que designaren en las barriadas del pueblo. El fin era el mismo, Festejar la venida de  las primeras lluvias y que las cosechas fueran abundantes y de la mejor calidad. Esta tradición es celebrada durante todo el mes de mayo.

A partir de ese entonces surgió todo tipo de música tradicional para acompañar a la danza del palo de mayo. Al pasar del tiempo surgieron muchas composiciones de este género y ritmo de “Palo de Mayo” que predominó más que el “Ribbon Pole” en la ciudad de Bluefields, Laguna de Perlas, etc.  Convirtiéndose hasta la fecha en la manifestación más autóctona, tradicional y cultural de la costa atlántica de Nicaragua.
Las composiciones musicales y tradicionales, surgían de los hechos más relevantes que sucedían en el mes de mayo o como una forma de hacerle burla a algún personaje. Para citar un ejemplo tenemos la composición llamada “LANCH TON OVA” se pronuncia y se lee así, porque el inglés que tradicionalmente que se maneja en la Costa Atlántica es el “Creole”, o criollo, correctamente se leería así “Lanch Torn Over“, esta composición trata de una lancha que se hundió en el mar, un primero de Mayo, y habla de todos los acontecimientos que sucedieron durante ésta tragedia; este hecho fue tan relevante que fue recreado y se le adapto al ritmo “AFRO CARIBEÑO” conocido como “ Palo de Mayo “ ó “May Pole”.

## Giras internacionales de Dimensión Costeña
En Europa

Italia                             (Ferrara, Roma y Florencia)
Francia                          (París, Tours  y otras ciudades)
Alemania Federal            (Bonn, Frankfort, Hamburgo, Kassell y otros)
Alemania Democrática     (Berlín y otros) 
España                           (Madrid, San Sebastián, Barcelona)
Inglaterra                       (Londres, Mánchester)
Holanda                          (Ámsterdam, La Haya, Den Hag, Utrecht y otros)
Portugal                          (Lisboa)
Bélgica                            (Bruselas, La Haya y otros)
Suiza                               (Zúrich y otros)
Austria                             (Viena y otros)
Colombia                          (Bogotá, Cartagena de Indias, Sipaquirá, Guata vita)
EN EL CARIBE
Barbados
Aruba
Curazao
Martinica
San Andrés
Providencia
Cuba 
República Dominicana

CENTROAMÉRICA
Costa Rica
Guatemala
Panamá
Honduras
El Salvador
EN NORTEAMERICA
Miami
Los Angeles
San Francisco, San José
Las Vegas
Washington
New York
Houston 
Dallas
New Orleans
Chicago
New Jersey
Puerto Arturo
Atlanta
Carolina del Norte
Carolina del Sur
MEXICO
Cancún                       (Isla de Mujeres, Festival Internacional de la Cultura del Caribe)
México
El grupo Dimensión Costeña ha mantenido sus raíces, grabando solamente composiciones (tradicionales) y composiciones inéditas y arreglos llevadas a cabo por su director El Sr Luis Livingstone Cassells Martínez. La música original que se ha grabado principalmente es con el ritmo característico de “Palo de Mayo”,  y algunos al ritmo de otros géneros de influencia caribeña tales como: Socca, Calipso, Reggae, Pathuá, y otros. 
. </ref>